# Polyborinae
Polyborinae är en underfamilj inom familjen Falconidae. Underfamiljen omfattar caracaror, skogsfalkar och skrattfalken. Alla arter inom gruppen hör hemma i Amerika. Systematiken för familjen Falconidae är omdiskuterad, och Polyborninae behandlas inte som en underfamilj av exempelvis American Ornithologists' Union (AOU). De placerar istället skrattfalken i underfamiljen Falconinae och delar upp Polyborinae i Caracarinae och Micrasturinae. Men det förekommer också att caracarorna placeras i Falconinae medan skrattfalken och skogsfalkarna istället placeras i underfamiljen Herpetotherinae.

## Släkten
Skogsfalkar
- Släkte Micrastur
  - Strimmig skogsfalk (Micrastur ruficollis)
  - Blygrå skogsfalk (Micrastur plumbeus)
  - Vitögd skogsfalk (Micrastur gilvicollis)
  - Kryptisk skogsfalk (Micrastur mintoni)
  - Gråryggad skogsfalk (Micrastur mirandollei)
  - Halsbandsskogsfalk (Micrastur semitorquatus)
  - Loretoskogsfalk (Micrastur buckleyi)
  - Hispaniolacaracara (Milvago alexandri) - utdöd
  - Kubacaracara (Milvago carbo) - utdöd

Caracaror
- Släkte Daptrius
  - Svart caracara (Daptrius ater)
- Släkte Ibycter
  - Rödstrupig caracara (Ibycter americanus) - tidigare Daptrius americanus
- Släkte Phalcoboenus
  - Vitstrupig caracara (Phalcoboenus albogularis)
  - Strimmig caracara (Phalcoboenus australis)
  - Knölcaracara (Phalcoboenus carunculatus)
  - Bergscaracara (Phalcoboenus megalopterus)
- Släkte Caracara (syn. Polyborus)
  - Sydlig tofscaracara (Caracara plancus) - syn. tofscaracara
  - Nordlig tofscaracara (Caracara cheriway) - behandlades tidigare som underart till C. plancus
  - Karibisk caracara (Caracara creightoni) - utdöd
  - Guadalupecaracara (Caracara lutosa)  - utdöd 1903
  - Puerto Ricocaracara (Caracara latebrosus) - utdöd
- Släkte Milvago
  - Chimangocaracara (Milvago chimango)
  - Gulhövdad chimango (Milvago chimachima)

Skrattfalk
- Släkte Herpetotheres
  - Skrattfalk (Herpetotheres cachinnans)